# New Democratic Army-Kachin
Die New Democratic Army-Kachin (Birmanische Schrift ကချင်ဒီမိုကရေစီသစ် တပ်မတော် Kurz NDA-K) war eine bewaffnete ethnische Organisation in Myanmar. Sie wurde 1989 aus Teilen der 4. Brigade der Kachin Independence Army (kurz KIA) gegründet, welche die politische Kurskorrektur der Kachin Independence Organisation (Kurz KIO) Nicht mittragen wollte. Seit 1993 bekämpfte sie die KIO. 2009 wurde sie in eine Einheit der Armee umgewandelt. 2010 gründeten Mitglieder der NDA-K politische Parteien und nahmen an den Wahlen seit 2010 teil. Führer der Parteien und der NDA-K war Zakhung Ting Ying.

## Geschichte
Die KIO wurde 1961 gegründet und galt als ein enger Verbündeter der Kommunistischen Partei Burmas. 1989 kam es zu Rebellionen innerhalb der Kommunistischen Partei. Die Kommunistische Partei bestand primär aus burmesischen Kadern, die Fußtruppen stellten verschiedene Minderheiten im Land. Diese rebellierten gegen die eigenen Kader mit der Unterstützung Chinas, welche in der Kommunistischen Partei ein Hindernis zur Normalisierung der Beziehungen zwischen China und Myanmar sahen. Auch die KIO wollte sich von der Abhängigkeit von den Kommunisten lösen. Teile der 4. Brigade der KIA folgten diesem Weg nicht und gründeten die NDA-K. 1993 wechselte die NDA-K die Seiten und unterstützte die sozialistische Militärregierung. Sie unterzeichneten einen Waffenstillstand. 600 Kämpfer wurden in die Polizei aufgenommen. Die von der NDA-K gehaltenen Gebiete wurden zur Kachin Special Region 1 umgewandelt und wurden von der NDA-K verwaltet. Zakhung Ting Ying, der Führer der NDA-K wurde durch den Waffenstillstand reich. Durch den Frieden konnte er mit seinen Anhängern ungestört ein Wirtschaftimperium bestehend aus Jade, Edelstein und seltene Erden Minen aufbauen. Auch der Einschlag von Teakholz zählte zu den Einnahmequellen der NDA-K. Der Anbau von Schlafmohn war ein weiteres Geschäftsgebiet. 2009 beteiligten sich die Truppen der NDA-K am Border Guard Force (kurz BGF) Programm der Regierung. Es entstanden die Bataillone 1001–1003 der BGF. Auch wenn die NDA-K formell als militärische Einheit aufgelöst wurde kontrollieren die BGF Truppen weiterhin ein Grenzgebiet zwischen China und Myanmar im Kachin-Staat. Das änderte sich 2015, als die demokratisch regierte Zentralregierung gegen den Warlord Zakhung Ting Ying einschritt und sein Wirtschaftsimperium zerschlug. Zakhung Ting Ying und Mitglieder der NDA-K hatten seit 2010 an den Wahlen zum Parlament des Landes teilgenommen. Dafür gründeten sie die Partei Unity and Democracy Party of Kachin State 2019 gründeten Mitglieder der NDA-K eine weitere Partei die New Democratic Party - Kachin (kurz NDP).